# شبه ملحمة
شبه الملحمة هي عادةً أعمال هجاء أو محاكاة ساخرة تسخر من الصور النمطية الشائعة للأبطال والأدب البطولي. يغلب أن تضع شبه الملحمة تضع أحمقًا في دور البطل أو تبالغ في الصفات البطولية إلى درجة أنها تصبح سخيفة.